# Tofte (Hurum)
 For alternative betydninger, se Tofte. (Se også artikler, som begynder med Tofte)
Tofte er en by i Asker kommune i Viken fylke i Norge. Byen har 3 047 indbyggere (2012), og ligger mellem Kana og Filtvet. Mod vest starter Sandbukta-Østnestangen naturreservat med kystnåleskov og Hurums berømte forekomst af mistelten.

## Stedet
Tofte er mest kendt for Södra Cell Tofte, en cellulosefabrik midt i Tofte, og Hurum fabrikker som laver papir. Sidstnævnte blev i 2007 overtaget af industriselskabet Daimyo. Ved Södra Cells fabrik ligger også Statkraft Hurum saltkraftværk (Statkraft Osmotic Power Prototype), som er verdens første saltkraftværk baseret på osmose, åbnet af Statkraft 24. november 2009.
Hurum ungdomsskole som ligger i Tofte er blevet udvalgt til at repræsentere Norge i et projekt som handler om samarbejde mellem skoler og industrier. Hurum ungdomsskole og Södra Cell Tofte vandt 4. oktober 2006 prisen for bedste partnerskab mellem skole og virksomhed i Europa. Tildelingen af prisen fandt sted under den internationale partnerskabskonference i Calabrien, Italien. Ellers er Tofte kendt for sin produktion af vinen. Golden Power.
Tofte betjenes af Ruters buslinje: 251 (Tofte – Oslo Busterminal).

## Billeder
- Tofte Fabrikker Södra Cell, set fra nord.
- Folkets Hus, Vestre Strandvei 2, 1930, dekorasjonselementer fra Art deco-stilen. I dag brugt som kulturhus
Foto: Helge Høifødt
- Central Gjestgiveri i nybarok stil, 1928, Vestre Strandvei 1. Villabebyggelse med utsigt mod Jeløya til venstre
Foto: Helge Høifødt
- Begyndelsen af Østre Strandvei, Tofte centrum 
Foto: Helge Høifødt
- Tofte fabrikker, Sødra Cell, sydlige del av fabriksområdet
Foto: Helge Høifødt
- Småbådshavnen til Tofte Båtforening ret syd for fabriksområdet
Foto: Helge Høifødt
- Den tidligste af arbejderboligerne som blev bygget fra 1905. I dag "Hønehuset" med kulturaktiviteter 
Foto: Helge Høifødt

- Wikimedia Commons har flere filer relateret til Tofte (Hurum)